# Slovenska republiška liga 1959-1960
La Slovenska republiška nogometna liga 1959./60. (it. "Campionato calcistico della Repubblica di Slovenia 1959-60") fu la dodicesima edizione del campionato della Repubblica Popolare di Slovenia. In questa stagione era nel terzo livello della piramide calcistica jugoslava.
Il campionato venne vinto dal Branik Maribor, al suo secondo ed ultimo titolo nella competizione. Questa vittoria diede loro l'accesso agli spareggi per la Druga Liga 1960-1961.
Il Branik, accusato di aver intossicato i giocatori del Karlovac (l'avversario finale per la promozione), venne squalificato per 6 mesi dalla Federcalcio jugoslava e cessò l'attività l'11 agosto 1960.
Il capocannoniere del torneo fu Feri Maučec, del Mura, con 26 reti.

## Squadre partecipanti
| Squadra    | Città          | Stagione 1958-59 | Stagione 1958-59            |
| Squadra    | Città          | Pos.             | Divisione                   |
| ---------- | -------------- | ---------------- | --------------------------- |
| Branik     | Maribor        | 1°               | Slovenska zona              |
| Rudar      | Trbovlje       | 2°               | Slovenska zona              |
| Kladivar   | Celje          | 3°               | Slovenska zona              |
| Železničar | Maribor        | 4°               | Slovenska zona              |
| ŽNK        | Lubiana        | 5°               | Slovenska zona              |
| Triglav    | Kranj          | 6°               | Slovenska zona              |
| Mura       | Murska Sobota  | 7°               | Slovenska zona              |
| Krim       | Lubiana        | 8°               | Slovenska zona              |
| Izola      | Isola d'Istria | 9°               | Slovenska zona              |
| Grafičar   | Lubiana        | 10°              | Slovenska zona              |
| Ilirija    | Lubiana        | 1°               | Podsavezna liga Ljubljana   |
| Gorica     | Nova Gorica    | 1°               | Podsavezna liga Nova Gorica |

## Classifica
|  | Pos. | Squadra            | Pt | G  | V  | N | P  | GF | GS | QR    |
|  | ---- | ------------------ | -- | -- | -- | - | -- | -- | -- | ----- |
|  | 1.   | Branik Maribor     | 37 | 22 | 18 | 1 | 3  | 88 | 20 | 4,400 |
|  | 2.   | Kladivar Celje     | 32 | 22 | 15 | 2 | 5  | 62 | 45 | 1,377 |
|  | 3.   | Železničar Maribor | 28 | 22 | 12 | 4 | 6  | 39 | 32 | 1,218 |
|  | 4.   | Rudar Trbovlje     | 24 | 22 | 11 | 2 | 9  | 61 | 31 | 1,967 |
|  | 5.   | Triglav            | 24 | 22 | 11 | 2 | 9  | 52 | 43 | 1,209 |
|  | 6.   | Mura               | 24 | 22 | 11 | 2 | 9  | 56 | 55 | 1,018 |
|  | 7.   | ŽNK Lubiana        | 23 | 22 | 11 | 1 | 10 | 52 | 44 | 1,181 |
|  | 8.   | Ilirija            | 20 | 22 | 9  | 2 | 11 | 35 | 43 | 0,813 |
|  | 9.   | Krim Lubiana       | 18 | 22 | 6  | 6 | 10 | 34 | 51 | 0,666 |
|  | 10.  | Gorica             | 13 | 22 | 5  | 3 | 14 | 41 | 70 | 0,585 |
|  | 11.  | Grafičar Lubiana   | 13 | 22 | 4  | 5 | 13 | 23 | 59 | 0,389 |
|  | 12.  | Izola              | 8  | 22 | 0  | 8 | 14 | 19 | 68 | 0,279 |

Legenda:
  Ammesso agli spareggi per la Druga Liga 1960-1961.
      Promosso in Druga Liga 1960-1961.
      Retrocesso nella divisione inferiore.
Note:
Due punti a vittoria, uno a pareggio, zero a sconfitta.

## Spareggi-promozione
Le vincitrici dei gironi della terza divisione 1959-60 vennero divise in quattro gruppi per conquistare i quattro posti per la Druga Liga 1960-1961. La squadra slovena venne inserita nel "primo gruppo ovest".
Primo gruppo Ovest
- Branik Maribor (1º in Slovenska zona)
- Metalac Zagreb (1º in Zagrebačka zona)
- Karlovac (1º in Zona Karlovac−Sisak)
- Sloboda Varaždin (1º in Zona Varaždin−Bjelovar)
- Uljanik Pula (1º in Zona Rijeka−Pula)

| Squadra 1         | Totale | Squadra 2        | Andata | Ritorno |
| ----------------- | ------ | ---------------- | ------ | ------- |
| TURNO PRELIMINARE |        |                  |        |         |
| Karlovac          | 5 – 3  | Uljanik          | 2 – 3  | 3 – 0   |
| SEMIFINALI        |        |                  |        |         |
| Karlovac          | 5 – 0  | Metalac Zagabria | 1 – 0  | 4 – 0   |
| Branik Maribor    | 10 – 1 | Sloboda Varaždin | 8 – 0  | 2 – 1   |
| FINALE            |        |                  |        |         |
| Karlovac          | 5 – 0  | Branik Maribor   | 2 – 0  | 3 – 0   |

La gara di ritorno fra Branik e Karlovac non è stata disputata a causa dello scandalo del sospetto di intossicazione. Il Karlovac viene promosso, mentre il Branik squalificato e poi sciolto.